# Marios Christou
Marios Christou (* 14. dubna 1978 Nikósie) je v Praze žijící řecký hudební skladatel, dirigent a hudební pedagog kyperského původu.

## Vzdělání
Hudební vzdělání získal v ČR, kde absolvoval HAMU (obor Skladba), Pražskou konzervatoř (obory Dirigování a Skladba) a Pedagogickou fakultu UK (obor Hudební výchova a Sbormistrovství). V letech 2006-2010 absolvoval doktorské studium v oboru hudební teorie a pedagogika, disertační práce na téma "duchovní minimalismus" (Arvo Pärt, Henryk Górecki). V současné době se věnuje hlavně interpretaci a teorii byzantské hudby. 

## Umělecká činnost a pedagogická

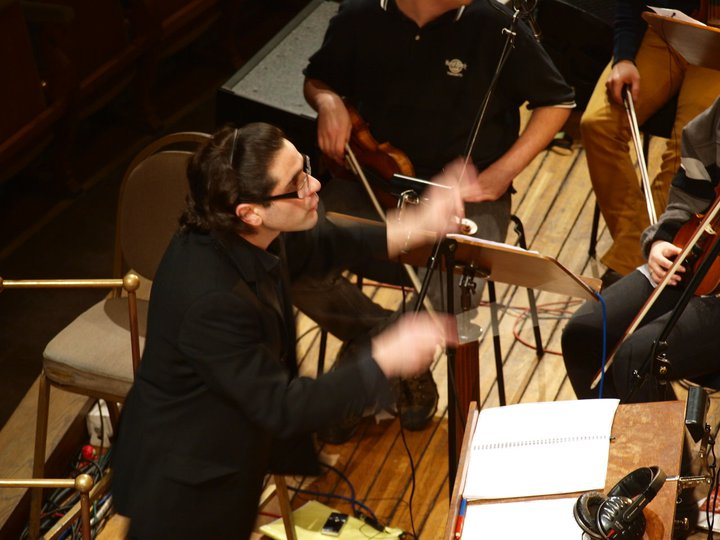
Marios Christou při zkoušce na premiéru Řecké mše (Missa Graeca), Rudolfinum

Marios Christou je uměleckým vedoucím  souboru Philokallia Ensemble, zakladatelem a uměleckým ředitelem festivalu pravoslavné hudby Archaion Kallos a působí externě jako hudební pedagog na různých školách v ČR (UK, MUNI, HAMU aj.) Od roku 2006 je sbormistrem Pravoslavné církve v českých zemích a na Slovensku. V roce 2010 založil hudební festival pravoslavné hudby Archaion kallos („Starobylá krása“), který se koná každoročně v říjnu v Praze. Od roku 2020 působí na Arcibiskupském gymnáziu v Praze.
Mezi jeho nejvýznamnější přínosy v oblasti muzikologie patří objevení vlivů byzantské hudby v opeře B. Martinů Řecké pašije, jež změnilo pohled na vznik této opery. Dále jeho rozbory byzantských kratémat a v neposlední řadě také pořádání prestižních mezinárodních konferencí Sacred Music East and West.
Vedle Philokallia Ensemble působí také jako psaltis (zpěvák byzantské hudby) a sbormistr v Chrámu Narození přesvaté Bohorodice v Malé Chuchli. Spolupracoval s řadou předních vokálních i instrumentálních souborů, jako jsou například Trio Bohémo, Sedláčkovo kvarteto, NeoKlasik orchestr, Pražský komorní sbor, Kühnův smíšený sbor, Canti di Praga, Schola Gregoriana Pragensis, Ensemble Versus a sólisty, jako jsou Alkinoos Ioannidis, Andrea Mottlová, Karel Dohnal a další.

## Tvorba
Jeho osobitý skladatelský styl (např. Ozvěny řecké liturgie – v zahradě Arvo Pärta, Esperinos, Kanonická mše, množství aranží) ovlivnil nejenom autorův řecký původ, ale i jeho zájem o tradiční byzantskou hudební kulturu a hudebně teoretická činnost v oblasti soudobé hudby (rozbory děl A. Pärta, H. M. Goreckého apod.). Jeho skladatelská tvorba zahrnuje především vážnou hudbu, duchovní vokální skladby, orchestrální a komorní hudbu, a také úpravy tradičních liturgických řeckých a kyperských skladeb, písní a hymnů.

### Dílo
- 1974, pro smyčcový orchestr, 2024
- Ukolébavka pro Terezín (A Lullaby for Terezín), pro smyčcový orchestr, sólo klarinet a sólo soprán nebo alt, 2023
- Dvořák na Kypru (Dvořák in Cyprus), 2022
- Řecký památník Lidicím ( A Greek memorial to Lidice), pro klarinet a smyčcový orchestr, 2022/2019
- Esperinos, pro klavír, 2021
- Ozvěny řecké liturgie (v zahradě Arvo Pärta), pro klavír, 2020 (verze pro klavírní trio v roce 2023)
- Beethoven v Řecku (Beethoven in Greece), 2016
- Hospodine k Tobě volám (žalm 140 - Lord I Have Cried (psalm 140), pro smišený sbor
- Studie pro klarinet a komorní orchestr, 2011
- Missa in Stylo Graeco (Missa græca – Řecká mše), pro orchestr, smíšený sbor, ansámbl a barytonové sólo, 2009
- První modlitba pro sólový klarinet, 2009
- Kanonická mše (Missa canonica), 2006